# Össjö

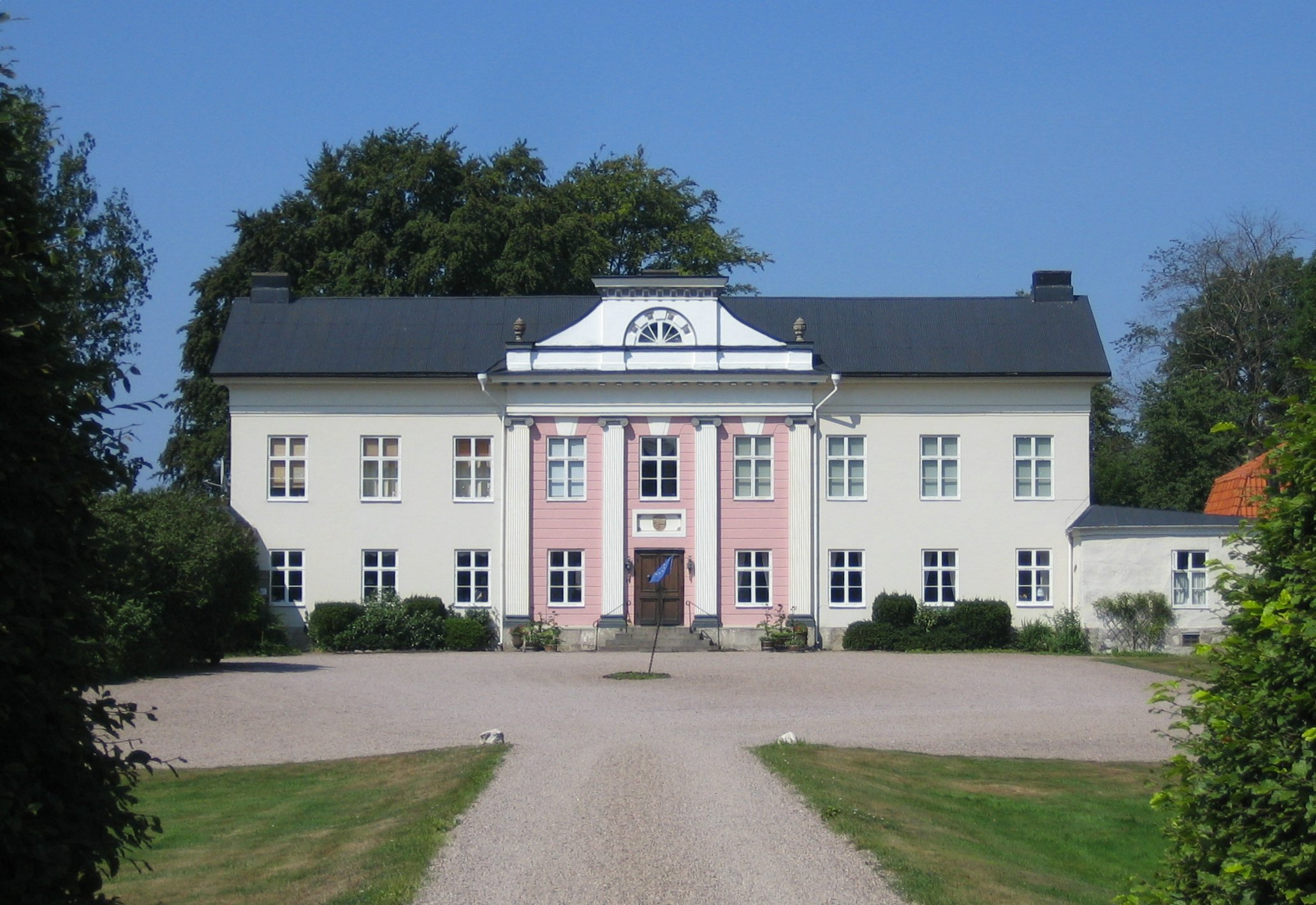
Össjö Gård

Össjö (pronunciación en sueco: /ˈœɧːœ/; anteriormente Åsbo-Össjö) es una pequeña ciudad en el municipio de Ängelholm, provincia de Escania, Suecia.
A 2005 tenía una población de 192 habitantes y una área de 26 hectáreas.
La ciudad es el lugar de nacimiento de la música Marie Fredriksson de la banda Roxette, y el periodista y diplomático Arne Thorén.
Össjö Gård, una propiedad, está localizado en Össjö. Fue construido en 1815 por Adolf Fredrik Tornérhjelm.
Otros edificios notables son la estación de ferrocarril (construida en 1904), y una iglesia en el centro de la ciudad.